# موراي براون
موراي براون هو اقتصادي كندي، ولد في 1936.